# Tatra RT6N1
Tatra RT6N1 — модель трамвая, выпускавшаяся в 1993—1997 годах предприятием ЧКД-Прага в Чехии и в 1997—1998 заводом Цегельского в городе Познань. Это второй (первый серийный) после Konstal/HCP 105N/2 низкопольный трамвай, эксплуатируемый в Польше.

## Конструкция
RT6N1 — шестиосный трехсекционный сочленённый трамвай для одностороннего движения с 63 % низкого пола, снабжённый тиристорной системой управления. Крайние тележки моторные, центральная тележка — опорная со стояночным дисковым тормозом.

## Эксплуатация в Познани
В 1996 года из бюджета государства были выделены средства на покупку десяти трамваев для обслуживания скоростного трамвая Познани. Условием было заключение сделки до конца 1996 года. В торгах участвовали несколько разных компаний, но конкурс прошла лишь «Татра» RT6N1.
Первый пробный трамвай был доставлен из Праги. Через несколько дней эксплуатации была выявлена проблема. Трамвай был слишком широким, а задний и передний свесы — слишком длинные, и вагон с трудом помещался в кривых. Эту проблему решили, уменьшив размеры островков на планируемой трассе и изменяя форму тележек. Кроме того, ГПТ потребовал ликвидации поперечных ступеней внутри трамвая вблизи задних дверей, вентиляционных кровельных клапанов и прикрытий, затрудняющих вставку руки в щели сгибов. Кроме того вагоны должны были иметь диагностический компьютер и компьютер, управляющий информационными панелями, компостером и радиосвязью.
Через месяц после тестов пражской «Татры» в Познани был создан магдебургский NGT8D, однако к этом моменту сделка уже была совершена.
Тут же после подписания контракта у ČKD возникли финансовые трудности, и, несмотря на угрозу высокой неустойки, пять вагонов, которые должны были попасть для Познань в 1996 году, были поставлены лишь между маем и сентябрем 1997 года. Очередное опоздание во введении в эксплуатацию было вызвано проблемами в получении польской сертификации из-за нетипичных габаритов вагонов. В связи с этим, только в конце 1997 года первый вагон начал работать на линии под номером 402, правда, уже через несколько рейсов была выявлена неисправность. Оказалось, что высокая аварийность была характерна всем вагонам. Трамваи, произведённые ФПС были введены в эксплуатацию в первой половине 1998 года. Трамваи, произведённые ČKD получили серийные номера с 401 по 405, а ФПС — с 406 по 410.
Из-за относительно высокой аварийности данной модели их сняли с использования в Познани в начале января 2010 года, передав их для обслуживания линии 13. Пять вагонов этого типа прошли модернизацию на предприятиях «Modertrans».

## Города, в которых эксплуатируются трамвайные вагоны Татра RT6N1
| Государство | Город   | Годы поставок | Количество вагонов | Номера    |
| ----------- | ------- | ------------- | ------------------ | --------- |
| Чехия       | Брно    | 1997          | 4                  | 1801-1804 |
| Чехия       | Прага   | 1997          | 4                  | 9101-9104 |
| Польша      | Познань | 1997-1998     | 10                 | 401-410   |